# Agatha All Along (single)
Agatha All Along, soms ook bekend als It Was ______ All Along, is een Engelstalig nummer dat dient als origineel nummer van de Marvel Studios-serie WandaVision op streamingdienst Disney+.
Het nummer werd geschreven en geproduceerd door Kristen Anderson-Lopez en Robert Lopez, die samen de componisten waren van de zevende aflevering Breaking the Fourth Wall van de serie WandaVision die uitgezonden werd op 19 februari 2021. De twee haalden voor de single inspiratie uit de themanummers van de televisieseries The Munsters en The Addams Family.
Het nummer werd gezongen door Kathryn Hahn met Lopez, Eric Bradley, Greg Whipple, Jasper Randal en Gerald White als achtergrondzangers.
Nadat de single in de bewuste aflevering was gekomen ging deze viraal en behaalde op 24 februari 2021 de eerste plaats in de iTunes Soundtracks Songs lijst en de vijfde plaats in de iTunes Top 100 Single lijst. Daarnaast debuteerde de single op 3 maart 2021 op de 36e plek in de Amerikaanse Billboard's Digital Song Sales, met 3000 verkochte exemplaren en ruim 1,7 miljoen streams op Spotify.

## Prijzen en nominaties
Agatha All Along werd genomineerd voor verschillende televisie en muziekprijzen, waaronder de MTV Movie & TV Awards in de categorie Best Musical Moment, samen met zangeres Hahn voor de Dorian Award in de categorie Best TV Musical Performance en voor een Grammy Award in de categorie Best Song Written for Visual Media. De single wist echter geen van deze drie nominaties te verzilveren. Wel wisten Kristen Anderson-Lopez en Robert Lopez in september 2021, tijdens de 73e editie van Primetime Creative Arts Emmy Awards, met de single een Emmy Award te winnen in de categorie Outstanding Original Music and Lyrics.